# Чорний Орфей
«Чорний Орфей» (порт. Orfeu Negro) — музичний фільм 1959 року поставлений французьким режисером Марселем Камю за п'єсою «Орфей з Консейсана» (порт. Orfeu da Conceição) Вінісіуса ді Морайса, де міф про Орфея перенесено до Ріо-де-Жанейро. Фільм став переможцем 12-го Каннського кінофестивалю 1959 року, здобувши головну нагороду — Золоту пальмову гілку, володарем «Золотого глобуса» та «Оскара» за найкращий фільм іноземною мовою. 

## Сюжет
У Ріо настав час щорічного карнавалу. В цей час можна без усіляких обмежень і самоконтролю вдаватися до веселощів, музики і танців.
Орфей (Брено Мелло) працює кондуктором трамваю, грає на гітарі. Він заручений з Мірою (Лурдес де Олівейра). Вона дуже екзотична жінка і кожен день живе немов на карнавалі. Але Орфей повинен кохати Еврідіку (Марпесса Доун) — дівчину, яка щойно приїхала у Ріо відвідати свою кузину Серафіну (Леа Гарсія). Вона була вимушена поїхати з рідного містечка, ховаючись від переслідувань таємничого незнайомця, але той приїхав услід за нею. Цей незнайомець — Смерть, що веде неквапливе полювання за Еврідікою.
У фіналі фільму міф про Орфея, що вивів з Аїда свою кохану, але не втримавшись, обернувся на неї і через що втратив її назавжди, радикальним чином переосмислюється. Душа Еврідіки, як і в старогрецькому міфі, повертається з царства мертвих, але вселяється в тіло потворної старої. Вона вічно готова бути поряд з Орфеєм, за умови, що той ніколи і ні за яких обставин не погляне на ту оболонку, в якій вона знаходиться. Він не може витримати цієї муки.

## В ролях
| Брено Мелло              | ···· | Орфей    |
| Марпесса Доун            | ···· | Еврідіка |
| Марсель Камю             | ···· | Ернесто  |
| Фаусто Герцоні           | ···· | Фауст    |
| Леа Гарсія               | ···· | Серафіна |
| Адемар Феррейра да Сілва | ···· | Смерть   |
| Алешандро Константіно    | ···· | Гермес   |
| Валдемар де Суза         | ···· | Чіко     |
| Жоржі дос Сантос         | ···· | Бенедіто |
| Ауріно Кассіано          | ···· | Зека     |
| Лурдес де Олівейра       | ···· | Міра     |

## Музичне оформлення
Фільм не в останню чергу зобов'язаний популярністю своєму саундтреку. Музику до нього написали видатні бразильські композитори ХХ століття Луїс Бонфа і Антоніу Карлус Жобін. Найбільша популярність припала на долю пісні «Ранок карнавалу» (Manhã de Carnaval), написаною Бонфа на вірші Вінісіуса ді Морайса (автора п'єси «Орфей з Консейсана», на основі якої і засновано фільм). Мелодія цієї пісні постійно звучить упродовж фільму, стаючи, таким чином, його головною темою. Пісню на різних мовах згодом виконували багато знаменитих співаків, включаючи Френка Сінатру, Джоан Баез, Хуліо Іглесіаса, Торі Еймос, Еміліо Сантьяго, Луїса Мігеля, тріо тенорів Хосе Каррерас-Лучано Паваротті-Пласідо Домінґо та інших.

## Визнання
| Нагороди та номінації фільму «Чорний Орфей» | Нагороди та номінації фільму «Чорний Орфей» | Нагороди та номінації фільму «Чорний Орфей» | Нагороди та номінації фільму «Чорний Орфей» | Нагороди та номінації фільму «Чорний Орфей» | Нагороди та номінації фільму «Чорний Орфей» |
| Рік                                         | Кінофестиваль/кінопремія                    | Категорія/нагорода                          | Номінант                                    | Результат                                   |                                             |
| ------------------------------------------- | ------------------------------------------- | ------------------------------------------- | ------------------------------------------- | ------------------------------------------- | ------------------------------------------- |
| 1959                                        | 12-й Каннський кінофестиваль                | Золота пальмова гілка                       | Чорний Орфей                                | Перемога                                    |                                             |
| 1959                                        | Спільнота кінокритиків Нью-Йорка            | Найкращий фільм іноземної мовою             | Чорний Орфей                                | 2-е місце                                   |                                             |
| 1960                                        | Оскар                                       | Найкращий фільм іноземною мовою             | Чорний Орфей                                | Перемога                                    |                                             |
| 1960                                        | Золотий глобус                              | Найкращий фільм іноземною мовою             | Чорний Орфей                                | Перемога                                    |                                             |
| 1960                                        | Премія Сан Жорді                            | Найкращий іноземний фільм                   | Чорний Орфей                                | Перемога                                    |                                             |
| 1961                                        | Премія BAFTA                                | Найкращий фільм                             | Чорний Орфей                                | Номінація                                   |                                             |